# Julianalaan (Schoonebeek)

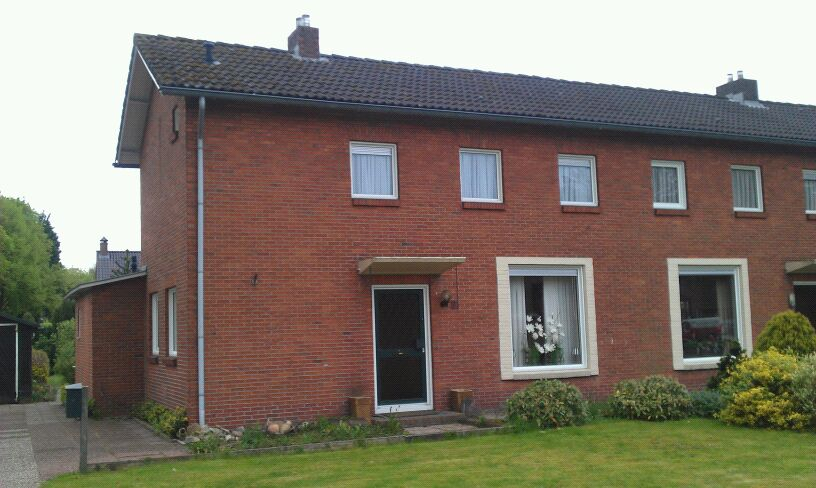
Huizen naar een ontwerp van Arno Nicolaï

De Julianalaan is een straat in de plaats Schoonebeek in de Drentse gemeente Emmen.
De straat wordt gekenmerkt door de arbeiderswoningen die hier in 1949 werden gebouwd voor de stroom medewerkers van de Nederlandse Aardolie Maatschappij die in Schoonebeek kwamen wonen, nadat hier een groot olieveld werd ontdekt. Deze huizen zijn ontworpen door de architect Arno Nicolaï.
De in totaal zeventig woningen zijn onderverdeeld in blokjes van twee en enkele van vier en hebben twee verdiepingen met een zolder. Nicolaï ontwierp twee typen. Het eerste type heeft een toegang vanaf de straat en het andere ype heeft een toegang in de zijgevel.
Beide type huizen hebben een grote opvallende raamlijst in de woonkamer die iets uitsteekt. De overige ramen zijn klein. De huizen van het eerste type hebben een wit afdak boven de voordeur dat licht schuin naar boven steekt. Dit kenmerk komt ook terug in de Gereformeerde Kerk Schoonebeek die Nicolaï twee jaar later ontwierp.
De huizen aan het begin van de straat (huisnummers 2 t/m 8) hebben een ietwat afwijkend ontwerp, omdat het dak aan de achterzijde verder doorloopt dan aan de voorzijde. Later in zijn carrière zou Nicolaï in zijn ontwerpen verder experimenteren met het nog verder laten doorlopen van het dak.
Langs de straat zijn gemeenschappelijke groenstroken, waar elke bewoner oorspronkelijk een plaatsje toegewezen kreeg om bloemen te kweken. De privé-achtertuinen zijn door heggen afgescheiden. De woningen hebben aangebouwde schuren.